# Tribù Ufentina
La tribù Ufentina (od Oufentina) è una delle 35 tribù romane, in cui ogni cittadino romano era assegnato per poter esercitare il proprio diritto di voto nei Comitia Populi Tributa. Era considerata una tribù rurale, rispetto alle quattro tribù urbane.
Fu creata nel 318 a.C., territorialmente posizionata lungo la valle del fiume Ufente, nel territorio della Repubblica Romana, lungo la via Appia tra le località di Terracina e Priverno.
Con l'istituzione dell'Impero di Augusto, la vita delle assemblee romane iniziò a languire, fino a cessare di essere convocate sotto l'imperatore Tiberio, perdendo i poteri a favore del Senato; furono definitivamente soppresse da Traiano, sebbene durante i primi tre secoli di Impero, tutti i cittadini romani dovessero appartenere ad una tribù.
Tra le città legate a questa tribù c'erano Mediolanum, Como, Aquinum, Saena Julia, Terracina, Privernum e Fabrateria Nova.